# Robert Sheldon, Baron Sheldon
Robert Edward Sheldon, Baron Sheldon (* 13. September 1923; † 2. Februar 2020) war ein britischer Politiker (Labour Party).
Er war der Sohn jüdischer Einwanderer aus dem Irak. 1943 änderte er seinen Geburtsnamen Isaac Ezra Shamash zu Robert Edward Sheldon.
Er besuchte die Grammar School in Burnley sowie die University of London. Sheldon war von 1964 bis 2001 als Abgeordneter für Ashton-under-Lyne Mitglied des House of Commons. Von 1965 bis 1966 war er Mitglied des  Rechnungsprüfungsausschusses, von 1983 bis 1997 war er Vorsitzender des Ausschusses. Zur Unterhauswahl 2001 trat er nicht mehr an und schied aus dem House of Commons aus. Er wurde daraufhin am 22. Juni 2001 als Baron Sheldon, of Ashton-under-Lyne in the County of Greater Manchester, zum Life Peer erhoben und wurde dadurch Mitglied des House of Lords. Am 18. Mai 2015 trat Sheldon gemäß den Regelungen des House of Lords Reform Act 2014 freiwillig in den Ruhestand und schied aus dem House of Lords aus.